# 布盧冰川
77°50′S 164°10′E / 77.833°S 164.167°E
布盧冰川（英語：Blue Glacier，直譯：藍冰川）是南極洲的冰川，位於維多利亞地，最終在新港以東16公里注入鮑爾斯山麓冰川，由羅伯特·斯科特率領的英國探險隊發現和命名。